# Alice Guszalewicz

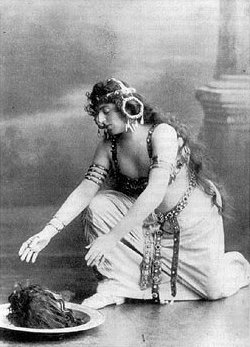
Alice Guszalewicz in der Rolle der Salome, Aufnahme von ca. 1910

Alice Guszalewicz, geborene Elisabeth Ludmilla Farkas, (* 17. September 1866 in Budapest, Kaisertum Österreich; † 26. November 1940 in München) war eine ungarische Opernsängerin (Sopran).

## Leben
Sie heiratete 1897 den Tenor Eugen Guszalewicz (1867–1907) und wurde durch diesen in Gesang ausgebildet. 1903 begann sie ihre Bühnenlaufbahn am Theater von Bern (Schweiz). 1905 gastierte sie am Opernhaus von Köln als „Königin von Saba“ in der gleichnamigen Oper von Karl Goldmark und als „Isolde“ in der Oper Tristan und Isolde. Kurz danach wurde sie mit einem Sechsjahresvertrag an das Opernhaus von Köln engagiert. 
Alice blieb bis 1916 Mitglied der Kölner Oper und gab während dieser Zeit zahlreiche Gastspiele an führenden Theatern, so 1905 am Hoftheater Karlsruhe, 1907 am Opernhaus von Düsseldorf und 1908 am Stadttheater Bremen. 1908 gastierte sie an der Dresdner Hofoper als „Salome“ in der gleichnamigen Oper von Richard Strauss und erzielte hier, wie auch an anderen Theatern, in dieser Partie einen sensationellen Erfolg. 
1908 gastierte sie am Opernhaus Leipzig, am Hoftheater von Wiesbaden (1910 als „Salome“), an der Hofoper Berlin (1911 als „Brünnhilde“ und als „Isolde“), ebenso in Brüssel, Paris und Madrid. 1905 kam sie in Köln in der deutschen Erstaufführung von Isidore de Laras Oper Messalina (in der Titelpartie) zu einem grandiosen Erfolg. Die Oper erlebte 27 Aufführungen.

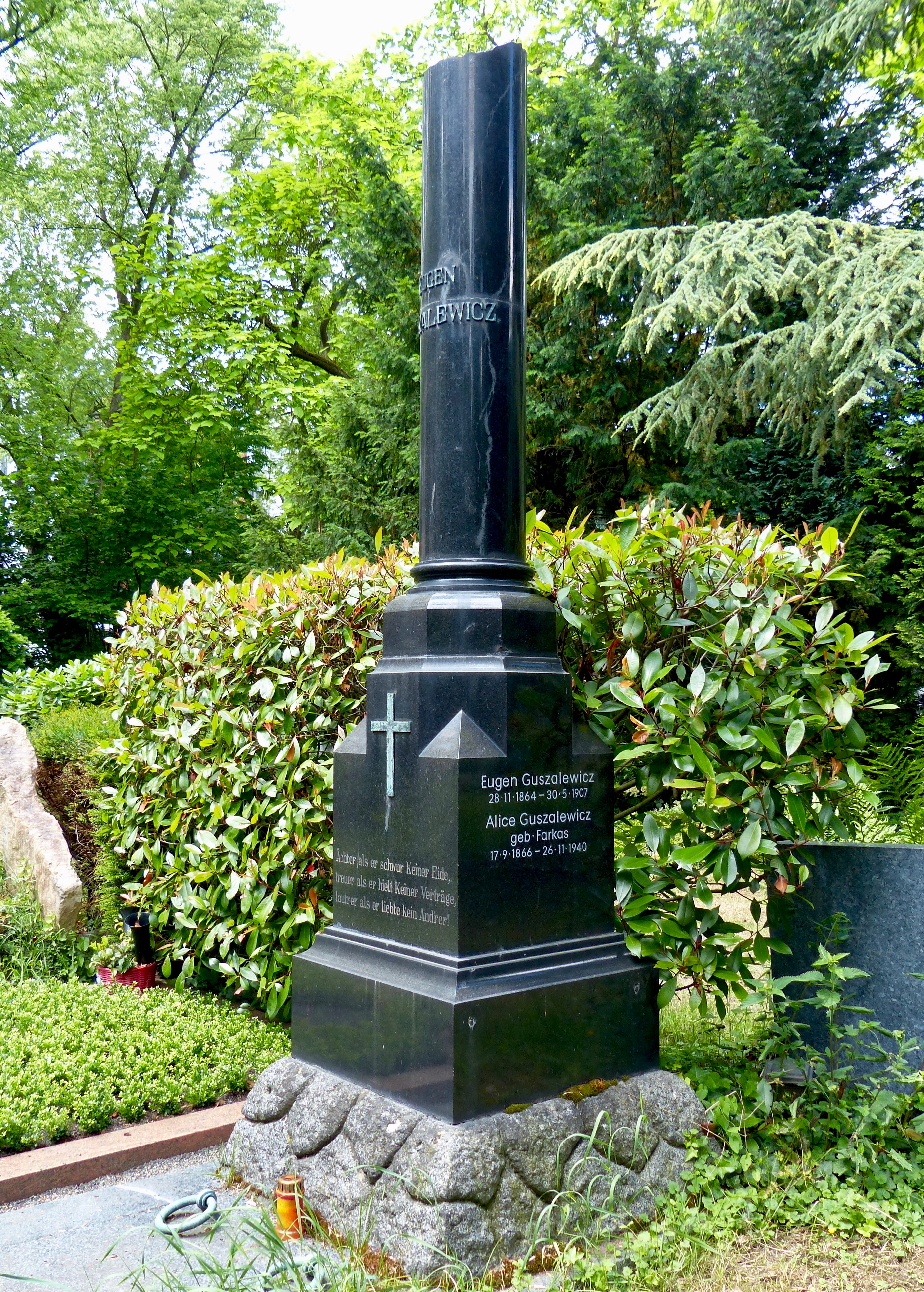
Grabmal Guszalewicz auf dem Kölner Melaten-Friedhof

Weiter gab sie Gastspiele am Opernhaus von Frankfurt am Main (1907), wiederum am Stadttheater von Bremen (1908) und an der Münchner Hofoper (1910 als Salome in der gleichnamigen Oper von Richard Strauss). Aus ihrem Bühnenrepertoire sind zu nennen: die „Leonore“ im Fidelio (Ludwig van Beethoven), der „Adriano“ in Rienzi (Richard Wagner), die „Venus“ im Tannhäuser (Richard Wagner), die Titelfigur in Ingwelde von Max von Schillings, die „Elektra“ von Richard Strauss, die „Bertha“ im  Propheten von Giacomo Meyerbeer, die „Santuzza“ in Cavalleria rusticana (Pietro Mascagni), die Titelheldin in Mascagnis Amica und die „Maria“ in A basso porto von Nicola Spinelli. 
Nach Beendigung ihrer Karriere war sie in München als Gesangspädagogin tätig. Eine ihrer Schülerinnen war ihre Tochter Genia Guszalewicz (1902–1971), die wie ihre Mutter eine erfolgreiche Opernsängerin wurde. Ihre älteste Tochter, Paulina Olga Guszalewicz war nach dem Zweiten Weltkrieg eine bekannte Pressezeichnerin in der Bonner Republik. 
Alice Guszalewicz ist trotz ihrer Erfolge heute so gut wie vergessen. Sie starb im Alter von 74 Jahren in München und ist in Köln auf dem Friedhof Melaten  (Flur 52) beerdigt.
Von ihrer Stimme existieren seltene Platten der Marke Zon-O-Phon (Wien 1902) sowie ein Edison-Amberol-Zylinder (Berlin 1911).